# Stanford Financial Group

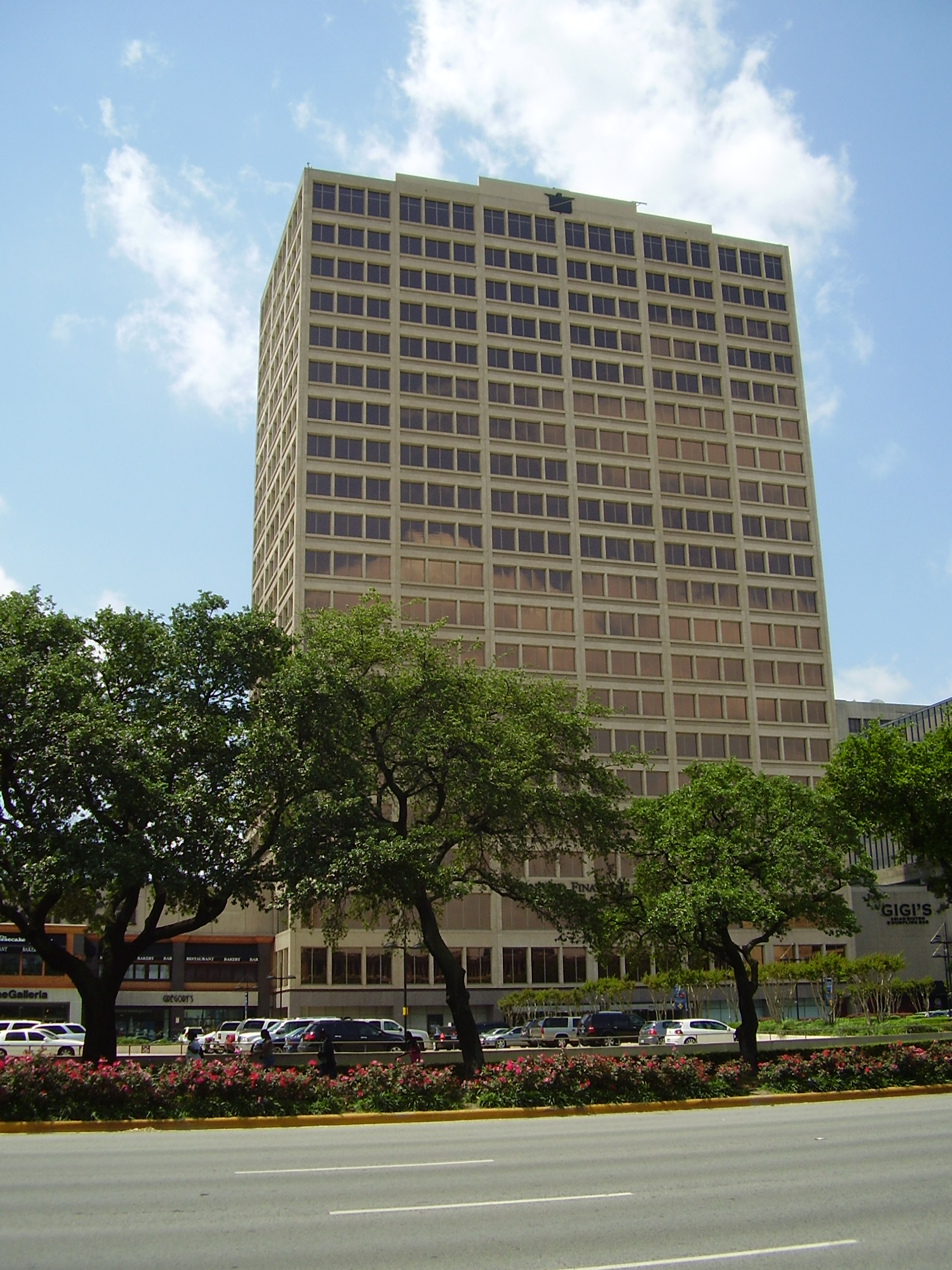
Galleria Tower II, der Sitz von Stanford Financial Group

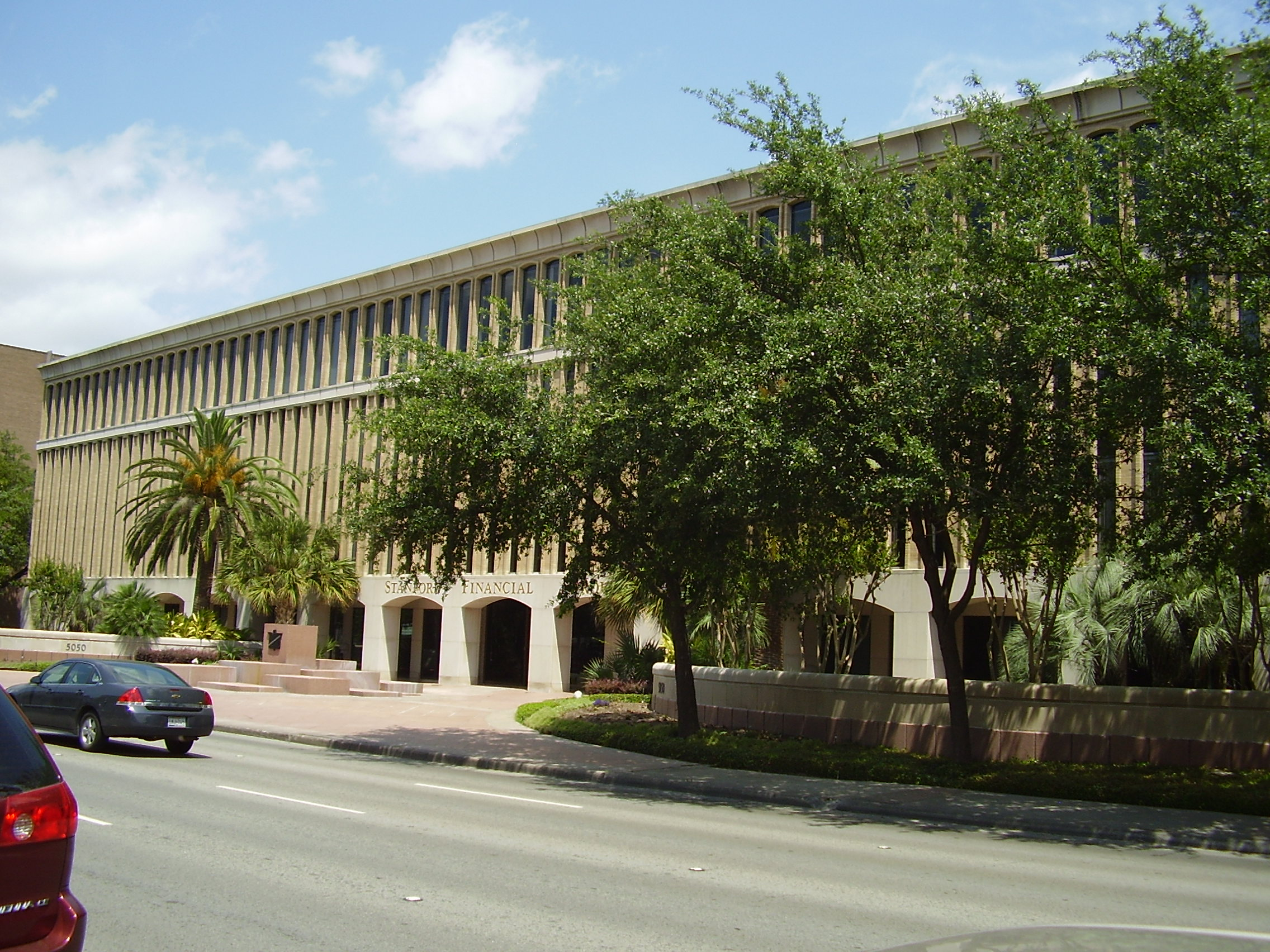
Büros von Stanford Financial Group

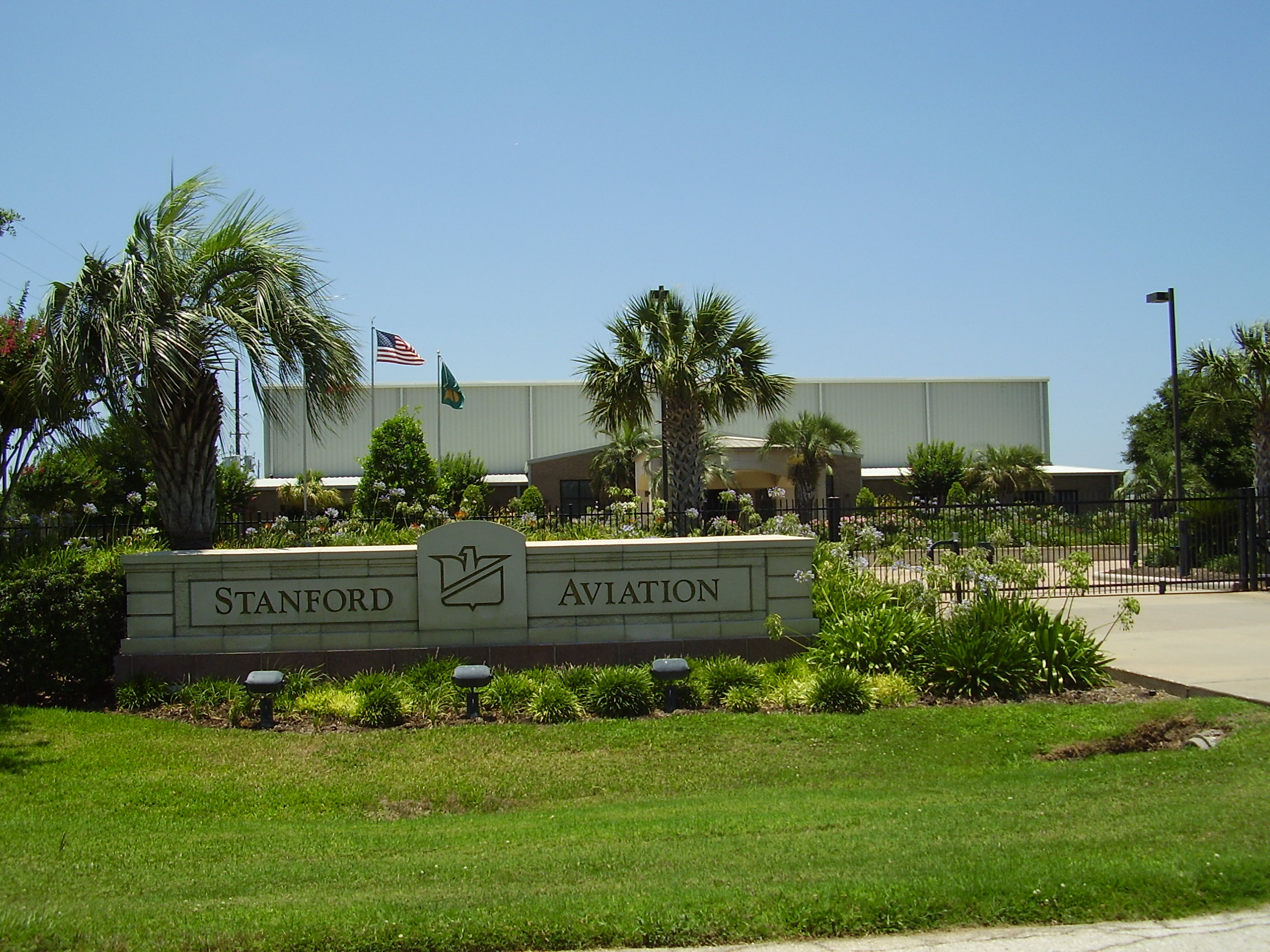
Stanford Aviation

Die Stanford Financial Group war ein 1932 gegründeter US-amerikanischer Finanzdienstleistungskonzern mit Hauptsitz in Houston im Bundesstaat Texas. Die Unternehmensgruppe verwaltete das Vermögen von rund 30.000 Kunden aus über 130 Ländern im Gesamtwert von etwa 50 Milliarden US-Dollar. Eigentümer, Chairman und CEO der Gruppe war der nunmehr vormalige Multimilliardär Sir Robert Allen Stanford, der im Juni 2012 wegen Kapitalanlagebetrugs in Milliardenhöhe zu einer Gefängnisstrafe von 110 Jahren verurteilt wurde.

## Geschichte
Lodis Stanford gründete im Jahr 1932 in der zentraltexanischen Stadt Mexia die erste Stanford Gesellschaft und legte somit den Grundstein für das Unternehmen. Allen Stanford war der Firmeninhaber in fünfter Generation bei der inzwischen angewachsenen Stanford Financial Group of Companies mit einem weltweiten Kundenstamm. Allen Stanford betätigte sich seit den frühen 1980er Jahren erfolgreich in Immobiliengeschäften erweiterte das Familienunternehmen zu einem globalen Vermögensverwaltungsunternehmen und Finanzdienstleister.

### Struktur
Zur Stanford Financial Group gehörten als Kernunternehmen:
- Stanford Capital Management: Investmentberatung, Houston
- Stanford Group Company, Investmentbroker, Houston
- Stanford International Bank, gegründet 1986 in Montserrat unter dem Namen Guardian International Bank, Allen Stanford verlegte den Sitz nach Antigua.  Die Investmenttätigkeit der Bank wird von einem Gremium kontrolliert, das aus Allen Stanford, dessen Vater, der als Chief Investment Officer der Stanford Financial Group fungierenden Laura Pendergest-Holt, dem Chief Financial Officer der Bank James Davis (ein Schulfreund von Allen Stanford) sowie einem Einwohner des texanischen Ortes Mexia (von Beruf Viehhalter und Autohändler) besteht.[3]
- Stanford Trust Company: Vermögensverwaltung[4]

### Ermittlungen wegen Betrugsverdachts
Am 16. Februar 2009 wurde das Unternehmen wegen Betrugsverdacht richterlich einer externen Aufsicht unterstellt. Am Tag darauf wurde der Fall der Bundesaufsichtsbehörde SEC übergeben, die inzwischen Anklage erhoben hatte. Das Vermögen der Gruppe und des Eigners wurde vorläufig „eingefroren“ und Auszahlungen an Kunden gestoppt. Es bestand der Verdacht, dass die Gruppe unrealistische Gewinne versprach, dies durch ein Schneeballsystem verschleierte sowie ihre Finanzsituation (beeinträchtigt durch Verluste aus Geschäften mit Bernard L. Madoff) unrichtig dargestellt habe. Dadurch soll den Kunden ein Schaden von möglicherweise über 8 Milliarden US-Dollar entstanden sein.
Medienberichten zufolge untersuchte die US-Bundespolizei FBI auch mögliche Verbindungen Allen Stanfords zu Geldwäschegeschäften mexikanischer Drogenbarone. Wegen der Turbulenzen bei der Stanford International Bank (SIB) hat die Regierung Venezuelas die Kontrolle über die Stanford Bank Venezuela übernommen, nachdem Sparer sich Sorgen gemacht und ihr Geld von der Bank abgezogen hatten.
Am 19. Juni 2009 stellte sich Stanford der Polizei. Am 14. Juni 2012 wurde er von einem Gericht im texanischen Houston wegen der ihm zur Last gelegten Vorwürfe zu 110 Jahren Gefängnis verurteilt.